# Euphorbia berthelotii
Euphorbia berthelotii är en törelväxtart som beskrevs av Carl August Bolle och Pierre Edmond Boissier. Euphorbia berthelotii ingår i släktet törlar, och familjen törelväxter. Inga underarter finns listade i Catalogue of Life.

## Bildgalleri

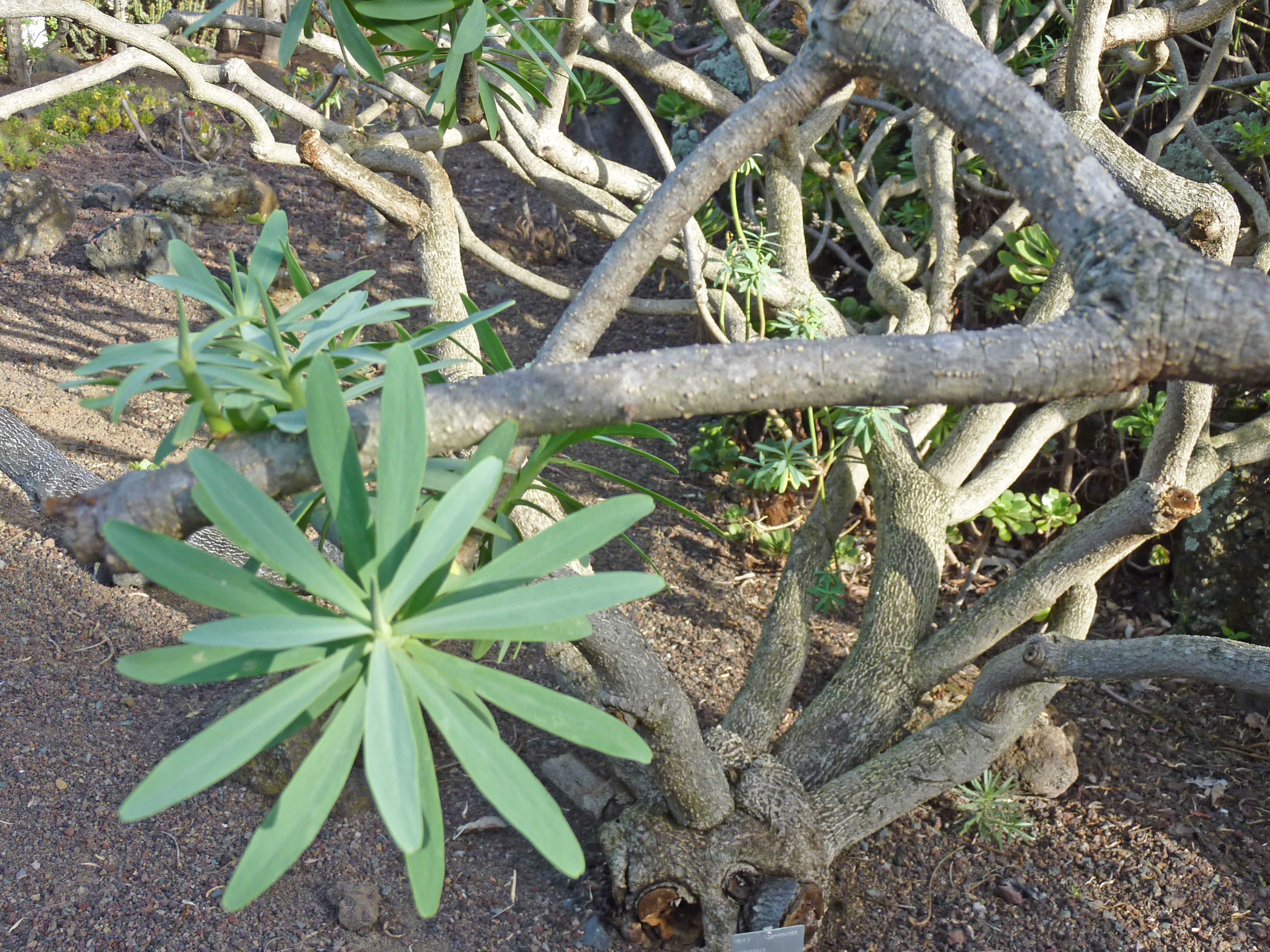
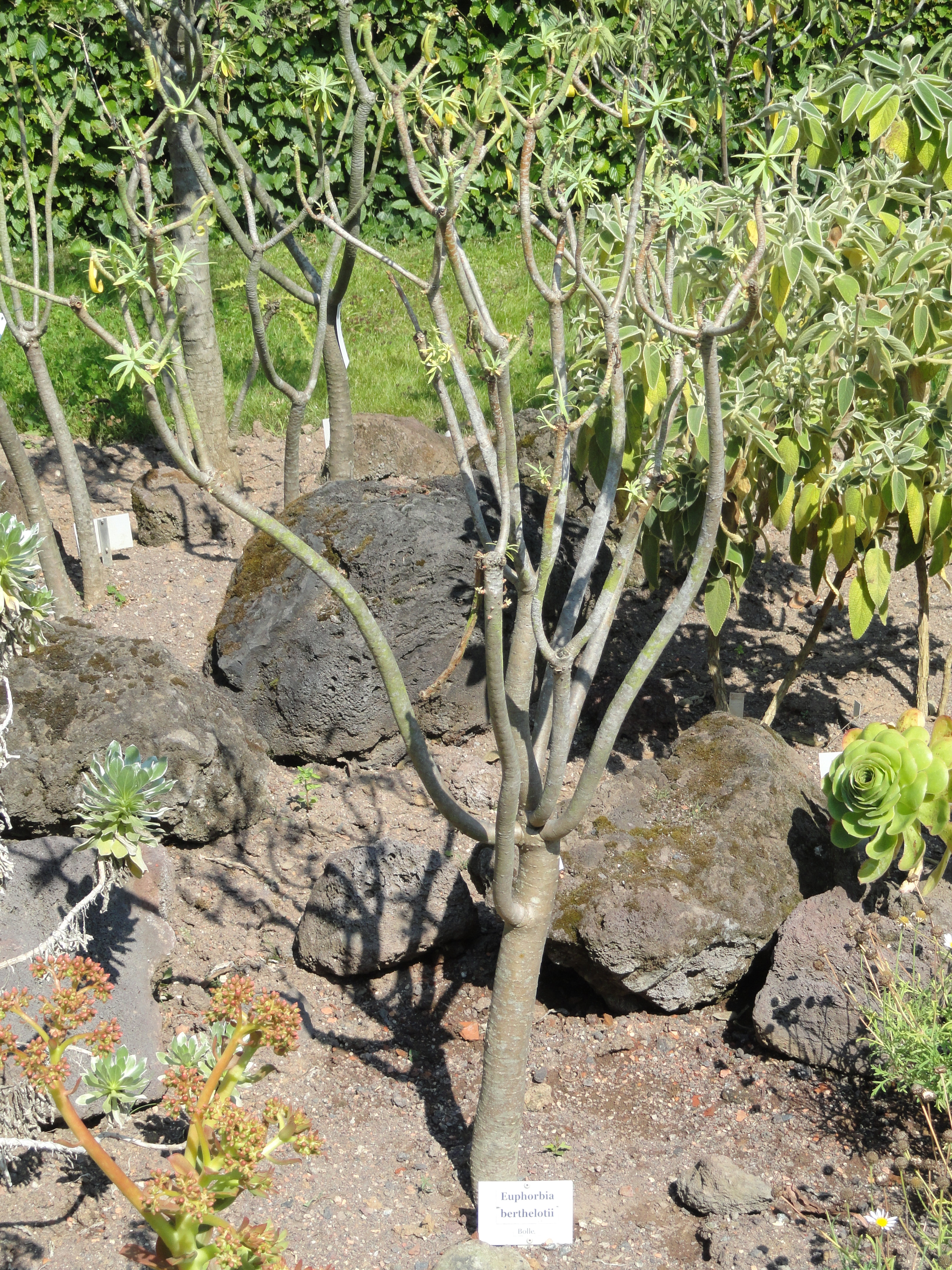
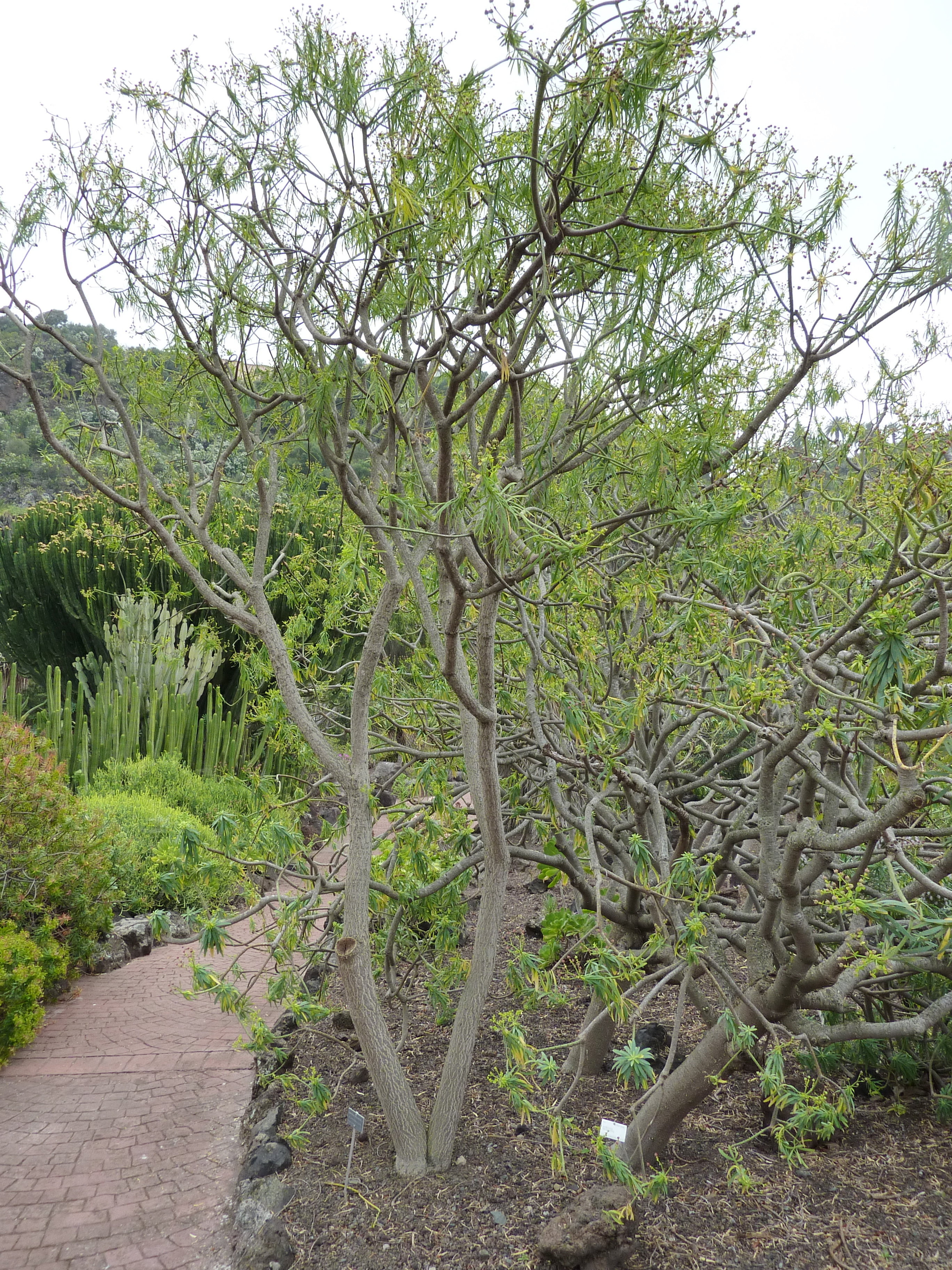